# Dúo Salteño
El Dúo Salteño fue un conjunto musical de folclore argentino a dos voces, oriundo de la ciudad de Salta, compuesto por Néstor "Chacho" Echenique y Patricio Jiménez.

## Historia
El grupo fue fundado en el año 1967 por Chacho Echenique y Patricio Jiménez bajo la dirección musical de Gustavo "Cuchi" Leguizamón, adoptando una formación muy novedosa para la época: dos voces en contrapunto y dos guitarras inicialmente. Luego incorporaron un guitarrista acompañante. Echenique es la primera voz del Dúo registra un tono de contratenor, el registro vocal de Jiménez es de barítono. 
Dos años más tarde fueron revelación del Festival de Cosquín, ganando el reconocimiento del público, de allí la popularidad obtenida en el país durante las décadas de 1960 y 1970. Es en esta época cuando el dúo comienza a formar parte del Movimiento del Nuevo Cancionero sin adherir formalmente al compromiso que firmaron artistas como  Armando Tejada Gómez, Mercedes Sosa, Oscar Matus, interpretando canciones audaces y con fuerte compromiso social.
La armonía basada en el contrapunto de las dos voces, cada una de ellas realizada con una melodía diferente, hace que al escucharlas juntas se produzcan disonancias que le dan una sonoridad única: en dos voces sintetizan un acorde y parecen muchas voces. 
Entre las canciones más conocidas interpretadas por el dúo se encuentran: La pomeña, Elogio del viento, Zamba del Laurel, La Arenosa, Doña Ubenza, Zamba del silbador, Ronda para Teresa, Madurando Sueños, Zamba de Juan Panadero, *"Fogata del Aparecido; "Coplera de las Cocinas", *"Vamos Cambiando", *"Rogativa para la Vida" 
En 1990 el conjunto fue reconocido por la Unesco con el Premio Tierra para el Desarrollo Cultural, siendo nombrados "Socios de Honor" por la mencionada entidad.
El grupo se separó en 1992, para regresar en 2005, cuando el dúo volvió con fuerza con una serie de conciertos en diversas ciudades de Argentina y el mundo. Es que el Dúo había quedado silenciado en los medios, pero no en la gente que fue trasmitiendo de boca en boca, de padres a hijos este acto casi ritual de convocar a otros a escuchar al "DÚO" que queda así como música de culto. 
El 20 de noviembre de 2009, el Dúo Salteño fue reconocido por la Legislatura porteña como Personalidades Destacadas de la Cultura. Sin embargo, Jiménez no pudo asistir al acto, por encontrarse ya en grave estado de salud; sufrió dos accidentes cerebrovasculares, murió el 22 de noviembre de 2009, Día de la Música", en su ciudad natal.

## Discografía
El conjunto editó a lo largo de su carrera los siguientes discos:

### Álbumes
- Dúo Salteño - 1969
- El canto de Salta - 1971 (Duo Salteño y Cuchi Leguizamón), reeditado en 1983 y 1991
- Dúo Salteño II - 1973 (Editado en Japón en 1974)
- El Violín de Becho - (Editado en Japón) 1974
- Dúo Salteño III - 1974
- Como quien entrega el alma - 1984
- Madurando sueños - 1986
- Vamos Cambiando - 1991

### Compilaciones
- 20 grandes éxitos - 1994
- Pastor de nubes - 1996
- La Arenosa (Sentir el folklore – Barcelona) - 1999
- Dúo Salteño, la historia - 2002
- Clásico - 2003
- Nuestro folklore 2 - 2004
- La Historia del folklore 2 - 2006